# Hyphessobrycon savagei
Hyphessobrycon savagei és una espècie de peix de la família dels caràcids i de l'ordre dels caraciformes.

## Morfologia
- Els mascles poden assolir 3,7 cm de llargària total.[4]

## Hàbitat
Viu a àrees de clima tropical entre 24 °C - 30 °C de temperatura.

## Distribució geogràfica
Es troba a Centreamèrica: vessant pacífic de Costa Rica entre les conques dels rius Jicote i Esquinas.